# Dibenzazepin
Dibenzazepin (iminostilben) je hemijsko jedinjenje sa dve benzenska prstena kondenzovana sa azepinskom grupom.
Dibenzazepin se koristi kao intermedijer u sintezi specifičnih analgetičkih i antipsihotičkih agenasa.
Mnogi triciklični antidepresivi (TCA) uključujući klomipramin, dezipramin, doksepin, imipramin, imipraminoksid, lofepramin, metapramin, opipramol, hinupramin, i trimipramin sadrže zasićenu dibenzazepinsku grupu u njihovoj hemijskoj strukturi.

## Spoljašnje veze
- Dibenzazepines на 